# Machilus platycarpa
Machilus platycarpa är en lagerväxtart som beskrevs av Woon Young Chun. Machilus platycarpa ingår i släktet Machilus och familjen lagerväxter. Inga underarter finns listade i Catalogue of Life.